# IEEE Computer Society
L'IEEE Computer Society (CS) est une association professionnelle fondée en 1971 pour faire avancer la théorie, la pratique et les applications de l'informatique et des technologies de l'information. L'association aide au développement professionnel de ses membres au niveau mondial en organisant des ateliers et des conférences, en publiant des revues à comité de lecture, en organisant des comités de spécialistes. C'est une composante de l’association IEEE.
L'association CS participe aux activités éducatives comprenant de l'enseignement à distance, l'accréditation de programmes d'enseignement supérieur en informatique et des certifications professionnelles en génie logiciel.

## Histoire et gouvernance

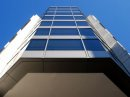
IEEE Computer Society Headquarters Office à Washington

CS a son quartier général à Washington et des bureaux en Californie et au Japon.

## Activités principales
L'association IEEE Computer Society entretient des comités de pilotage formés de volontaires dans 6 domaines:
- éducation,
- adhésions,
- activités professionnelles,
- publications,
- standardisation,
- activités techniques et conférences[3].

En complément 12 comités exécutifs gèrent les activités comme les élections et les programmes récompensant l'excellence professionnelle.

### Activités éducatives
CS s'implique dans le développement de filières d’enseignement et de formation, l'accréditation, la formation permanente, par exemple CS développe des programmes de formation en partenariat avec l'Association for Computing Machinery (ACM).